# Mette Frederiksen
Mette Frederiksen (født 19. november 1977 i Aalborg) er en dansk politiker, der har været folketingsmedlem siden 2001 og Danmarks statsminister siden 2019. Siden juni 2015 har hun desuden været formand for Socialdemokratiet.
Gennem sin politiske karriere har Frederiksen bestridt en række centrale poster. I 2005 blev hun udnævnt til socialordfører og var fra 2005 til 2011 næstformand i folketingsgruppen. Fra 3. oktober 2011 til 10. oktober 2014 var hun beskæftigelsesminister i Regeringen Helle Thorning-Schmidt I og Regeringen Helle Thorning-Schmidt II. Den 10. oktober 2014 overtog hun posten som justitsminister efter Karen Hækkerups afgang. Ved sin tiltrædelse som statsminister i 2019 blev Frederiksen, i en alder af 41 år, den yngste person nogensinde til at besidde embedet.
Ved folketingsvalget i 2019 fik hun 43.489 personlige stemmer, hvilket gjorde hende til den kandidat med flest stemmer på landsplan.
Frederiksen har modtaget flere hæderspriser, herunder Nina Bang-Prisen i 2002, Peter Sabroe Klubbens Hæderspris i 2008 samt Ting-Prisen i både 2012 og 2020. Hun har desuden været medforfatter til bøgerne Epostler (2003) og Fra kamp til kultur (2004).

## Baggrund
Mette Frederiksen er datter af typograf og tillidsmand på Aalborg Stiftstidende Flemming Frederiksen og pædagog Anette Frederiksen. Familien bestod udover Flemming, Anette og Mette af storebroren Per. Det var en familie med lange socialdemokratiske traditioner, idet oldefaderen havde været i fængsel for fagforeningsarbejde, og både Mettes farfar og far havde haft tillidsposter i partiet.
Hun startede sin folkeskoletid på Frydendal Skole. Skolen lukkede dog få år efter, at hun startede, hvorefter hun skiftede til Byplanvejens Skole, hvor hun gik frem til 1993. Hun blev student fra Aalborghus Gymnasium i 1996 og har en bachelor i administration og samfundsfag fra Aalborg Universitet i 2007 – og desuden en kandidatgrad i Afrikastudier fra Københavns Universitet i 2009. Fra 2000 til 2001 arbejdede hun som ungdomskonsulent i den faglige hovedorganisation LO. Bumpet på næsen har hun pga. et sammenstød med grønjakker i sin ungdom.

### Ægteskaber og børn
Privat var hun i 11 år gift med Erik Harr, der var kommunikationsdirektør i Danmarks Apotekerforening. Parret blev skilt i april 2014. Sammen har de to børn (født i december 2002 og 2006). Familien, der var bosiddende i den københavnske forstad Ballerup, flyttede i løbet af 2019 til Hareskovby.
Den 15. juli 2020 blev hun gift med filmfotografen Bo Tengberg, som hun havde været partner med siden 2014. Parret flyttede i 2023 fra Hareskovby til en lejlighed i Middelalderbyen i det indre København.

## Tidlig politisk karriere
Frederiksen meldte sig ind i Danmarks Socialdemokratiske Ungdom i 1992. Hun blev lokalformand, formand for DSU i Nordjyllands Amt og medlem af ungdomspartiets hovedbestyrelse, hvor hun ifølge en senere portrætartikel i Politiken markerede sig som en udpræget rød DSU'er.
Frederiksen stillede i 2000 op som folketingskandidat for Socialdemokratiet i Københavns Amtskreds og blev ved folketingsvalget i 2001 valgt ind med 3.602 personlige stemmer. Efterfølgende blev hun udnævnt til næstformand i Socialdemokraternes udenrigs- og sikkerhedspolitiske udvalg (2001-04) og var også ordfører for kultur, medier og ligestilling (2001-05).
Hun viste hurtigt evner for at markere sig med klare budskaber. Som kulturordfører foreslog hun at gøre det strafbart for mænd at besøge prostituerede og kæmpede for denne mærkesag i adskillige år frem til Socialdemokratiets kongres i 2009, hvor forbuddet mod købesex ved en kampafstemning blev en del af partiets officielle politik. Tre år senere var hun dog under S-R-SF-regeringen med til at opgive tanken igen. Frederiksen forklarede senere i portrætbogen "Mette F.", der blev udgivet i 2016, at hun fortsat er modstander af prostitution, men ikke længere går ind for at forbyde købesex efter at have hørt på argumenter fra mange, der beskæftigede sig med miljøet, og som frarådede et forbud.
Ved folketingsvalget i 2005 blev hun genvalgt med 18.219 personlige stemmer. Da Socialdemokratiets daværende formand Mogens Lykketoft gik af efter valget som følge af partiets nederlag, opfordrede han og andre partifæller Frederiksen til at opstille til valget som ny partiformand. Frederiksen afslog, men fremstod derefter som en af de centrale skikkelser i partiet. Samme år blev hun næstformand i folketingsgruppen og socialordfører.
Ved folketingsvalget i 2007 opstillede hun i den nydannede Københavns Omegns Storkreds og opnåede et personligt stemmetal på 27.077 stemmer. Dermed kom hun med en syvendeplads på top ti-listen over danske politikere med flest personlige stemmer.
Ved folketingsvalget i 2011 fik Frederiksen 21.847 personlige stemmer, hvilket rakte til en niendeplads på listen over valgets største stemmeslugere. Hun tiltrådte den 3. oktober 2011 som beskæftigelsesminister i Helle Thorning-Schmidts nydannede regering.
Siden 2019 har Mette Frederiksen været opstillet i Nordjyllands Storkreds.

## Beskæftigelsesminister og justitsminister
Mette Frederiksen var beskæftigelsesminister 2011–2014 i Helle Thorning-Schmidts første og anden regering. Som beskæftigelsesminister stod hun blandt andet for at fremsætte et lovkompleks, som afskaffede den særligt lave starthjælp til indvandrere. Hun fremsatte også lovforslagene om tilbagetrækningsaftalen fra 2011, der indskrænkede retten til og fordelene ved efterløn voldsomt. Hun og Socialdemokratiet var oprindelig imod tilbagetrækningsaftalen, men havde accepteret den som en del af grundlaget for den nye regering. Hun stod også for at gennemføre reformer af førtidspensionen, fleksjobordningen, sygedagpengene og dagpengene, som regel i brede forlig med Venstre og Dansk Folkeparti.
I oktober 2014 blev hun i forbindelse med en ministerrokade udnævnt til justitsminister. Her overtog hun flere besværlige sager, blandt andet sagen om den såkaldte Eritrearapport, som Udlændingestyrelsen i efteråret 2014 udarbejdede om sikkerheden for hjemsendte flygtninge fra Eritrea, og som fra flere sider blev kritiseret for blandt andet at være politisk bestillingsarbejde.
Frederiksen fik ry blandt journalister og embedsmænd som en temperamentsfuld minister og havde i både Beskæftigelsesministeriet og Justitsministeriet en del konfrontationer med forskellige embedsmand. Som justitsminister satte hun sig efter eget udsagn for at rydde op efter flere sager, hvor Folketinget udtrykte kritik over samarbejdet mellem Folketinget og ministeriet. Frederiksen degraderede den daværende departementschef Anne Kristine Axelsson. Flere andre anonyme embedsmænd tilkendegav senere i pressen, at de følte sig angrebet af ministeren på interne møder, og Djøf modtog også beretninger om et tilspidset og hårdt arbejdsklima i forhold til ministeren.
Frederiksen besad posten som justitsminister, indtil regeringen gik af efter at have tabt folketingsvalget i juni 2015. Ved valget fik Frederiksen selv 24.486 personlige stemmer, hvilket var det syvendehøjeste personlige stemmetal.

## Formand for Socialdemokratiet
I 2015 efterfulgte Frederiksen Helle Thorning-Schmidt som formand for Socialdemokratiet. I årene 2015–2019, hvor partiet var i opposition, gennemførte Mette Frederiksen en ny politisk linje for at styrke partiets appel til vælgerne. Hovedelementerne var en skærpet velfærdsprofil, en opstrammet miljø- og klimaprofil, opbakning til en stram indvandrings- og udlændingepolitik og et mindre engagement i EU, end der tidligere kendetegnede partiet. Samtidig indledte hun et samarbejde med Dansk Folkeparti og dets formand Kristian Thulesen Dahl om indvandringsspørgsmål, tilbagetrækning fra arbejdsmarkedet og modstand mod topskattelettelser.

## Statsminister
Ved folketingsvalget 2019 stillede Frederiksen for første gang op i Nordjyllands Storkreds. Her fik hun 43.489 stemmer og blev dermed topscorer målt på personlige stemmer i hele landet. Samtidig opnåede Socialdemokratiet sammen med sine støttepartier flertal i Folketinget, og efter 20 dages forhandlinger med Radikale Venstre, SF og Enhedslisten i egenskab af kongelig undersøger kunne hun den 27. juni præsentere Regeringen Mette Frederiksen foran Amalienborg. Frederiksen blev dermed som 41-årig Danmarks hidtil yngste statsminister. Partierne udarbejdede for første gang i nyere danmarkshistorie ikke et regeringsgrundlag, men et såkaldt forståelsespapir, som Frederiksen dog understregede, at regeringen følte sig meget forpligtet af.

### Coronaviruspandemien
Frederiksens første regeringsperiode blev kraftigt præget af coronaviruspandemien i 2020–2022. Pandemien medførte flere nedlukninger af landet og vedtagelsen af en række omfattende økonomiske hjælpepakker, blandt andet i form af trepartsaftaler om lønkompensation til hjemsendte medarbejdere. Frederiksen fremstod under epidemien umiddelbart som en samlende national og politisk skikkelse, og som konsekvens fik Socialdemokratiet en overgang stor fremgang i meningsmålingerne. Der kom dog også kritik af, at regeringen ikke i tilstrækkelig grad hverken inddrog Folketingets øvrige partier i krisepolitikken eller ydede hjælp til EU-lande, der var hårdere ramt af epidemien. Regeringens største krise i forbindelse med håndteringen af pandemien blev imidlertid sagen om aflivningen af de danske mink.

#### Minksagen
På et pressemøde 4. november 2020 oplyste Mette Frederiksen, at regeringen havde besluttet, at samtlige mink i Danmark skulle aflives på grund af risiko for smitte med covid-19. Myndighederne gav i de følgende dage landets minkavlere besked om, at deres besætninger skulle aflives. Det blev imidlertid hurtigt klart, at der manglede lovhjemmel til beslutningen. Fødevareminister Mogens Jensen måtte gå af den 18. november som følge af sit ansvar for sagen, og Folketinget besluttede i december 2020 at nedsætte en granskningskommission (Minkkommissionen), der skulle kulegrave håndteringen af minksagen. I juni 2022 offentliggjorde Minkkommissionen sin rapport, der konkluderede, at Frederiksens udtalelser på pressemødet den 4. november 2020 objektivt set havde været groft vildledende, men at hun selv havde været uvidende om den manglende lovhjemmel. Rapporten udtalte desuden kritik af Mogens Jensen og en række højststående embedsmænd, heriblandt Statsministeriets departementschef Barbara Bertelsen. Efterfølgende tildelte et flertal i Folketinget bestående af Socialdemokratiet, Radikale Venstre, SF og Enhedslisten en næse til Mette Frederiksen og Mogens Jensen for deres rolle i sagen.

### Andre tiltag

#### Klimapolitik
I december 2019 indgik regeringen en aftale med et bredt flertal i Folketinget om en klimalov, der indførte et officielt dansk mål om at reducere udledningen af drivhusgasser med 70 % i 2030 sammenlignet med niveauet i 1990 og opnå fuld klimaneutralitet senest i 2050. Klimaloven blev i de følgende år fulgt op af en række konkrete aftaler, der skulle bidrage til opfyldelsen af målet. Det største enkeltbidrag beregnedes at komme fra en grøn skattereform i juni 2022, der blandt andet indførte en CO2-afgift på 750 kr. pr. ton CO2 i 2030 for virksomheder udenfor EU's kvotehandelssystem og 375 kr. for virksomheder indenfor.

#### Tidlig pension
I oktober 2020 indgik regeringen en aftale med Dansk Folkeparti, SF og Enhedslisten om at indføre en ny tidlig pension for personer, der har tilbragt mindst 42 år på arbejdsmarkedet. Ydelsen, der også blev kendt under navnet "Arnepension", havde været et centralt socialdemokratisk valgløfte i valgkampen forud for valget i 2019. Ordningen blev blandt andet finansieret ved indførelsen af en særlig beskatning af den finansielle sektor og en besparelse på den kommunale beskæftigelsesindsats.

#### Sikkerhedspolitik og folkeafstemning
Som reaktion på Ruslands invasion af Ukraine i februar 2022 indgik regeringen et såkaldt "nationalt kompromis" om sikkerhedspolitikken med et bredt flertal i Folketinget. Ifølge aftalen skulle udgifterne til Forsvaret stige til 2 % af Danmarks bruttonationalprodukt frem mod 2033, og der blev udskrevet en folkeafstemning om ophævelsen af Danmarks forsvarsforbehold, hvor 66,9 % af vælgerne stemte ja til at afskaffe forbeholdet.

#### EU-politik
Mette Frederiksen har under sin statsministertid stået i spidsen for en kursændring af dansk EU-politik ved at være parat til et større budget, ved at åbne for at optage lån i fællesskab og ved at arbejde for at udvide det europæiske forsvarssamarbejde. Hun har desuden erklæret sig positiv over for statsstøtte til visse virksomheder, der er sikkerhedsstrategisk vigtige.
I 2024 afviste hun dog en ny folkeafstemning om euroen.

## Kontroverser

### Privatskolesagen
Mette Frederiksen er blevet kritiseret for dobbeltmoral, fordi hun i henholdsvis 2010 og 2012 satte sine to børn i privatskole i stedet for den lokale folkeskole. Kritikken skyldtes, at hun i 2005 selv havde skrevet et indlæg, hvor hun kritiserede ressourcestærke forældre for at svigte folkeskolen ved at sende deres børn i privatskole.
Blandt andet skrev hun, at ”Det nytter simpelt hen ikke, at forældre med overskudsbørn sender deres børn i privatskole, så snart der er problemer i folkeskolen. Alle har et ansvar for, at folkeskolen fungerer.” Mette Frederiksen forsvarede sig begge gange med at hendes politiske virke ikke måtte stå i vejen for hendes børns skolegang.

## Hæderspriser
Frederiksen modtog i 2002 Nina Bang-Prisen for at have udvist politisk mod, virkelyst og gennemslagskraft med social fornemmelse. I 2008 modtog hun Peter Sabroe Klubbens Hæderspris, og i 2012 og 2020 modtog hun Ting-Prisen.
Mette Frederiksen meddelte 22. oktober 2024, at hun samme dag var blevet udnævnt til Kommandør af 1. grad af Dannebrogordenen.

## Trusler og vold
Gennem årene er flere personer blevet dømt for at have fremsat trusler mod Mette Frederiksen. En 52-årig mand blev i 2021 idømt 50 dages ubetinget fængsel for trusler mod hende,, og i 2022 kostede det en 43-årig mand fra Esbjerg seks måneders ubetinget fængsel at have fremsat trusler mod hende.
En demonstration mod coronarestriktionerne i 2021 fik et retligt efterspil ved Retten på Frederiksberg, hvor tre mænd i 30'erne var sigtet for at have fremsat trusler mod Mette Frederiksen, idet de hængte en dukke op, der havde et skilt om halsen med teksten "hun må og skal aflives". Retten endte dog med at frifinde de tre mænd, idet den ikke kunne konkludere, at truslerne var møntet på Mette Frederiksen.
Mette Frederiksen blev 7. juni 2024 om aftenen udsat for et overfald på Kultorvet i København, hvor en mand slog hende. Manden blev umiddelbart efter anholdt af Københavns Politi.